# محمد الأمين باي
محمد الأمين باشا باي أو محمد الأمين باي أو الأمين باي ولد في الرابع من سبتمبر 1881 وتوفي يوم 30 سبتمبر 1962. آخر البايات التونسيين، تولى العرش الحسيني ما بين 15 مايو 1943 و25 يوليو 1957 تاريخ إعلان الجمهورية التونسية.

## حكمه

### تنصيبه
عين الأمين باي وليا للعهد في بداية فترة حكم المنصف باي وذلك خلال الحرب العالمية الثانية، وقد تم احتلال البلاد التونسية آنذاك من قبل قوات المحور، واتخذ المنصف باي مواقف سياسية تعيد الاعتبار للسلطة التونسية وللمصالحة بين القصر والشارع. ونتيجة ذلك حرصت السلطات الفرنسية على إزاحته بمجرد عودتها إلى تونس. وتم الاتصال بولي عهده محمد الأمين للقبول بخلافته وهو ما تم بالفعل  15 مايو 1943. ونتيجة ذلك اعتبر حكمه فاقدا للشرعية، واعتبر بايا غير شعبي، وقد قضّى السنوات الأولى من حكمه شبه منبوذ من الحركة الوطنية، ولم تقترب منه إلا بعد وفاة المنصف باي في 1 سبتمبر 1948. وقد اقتصر دوره على الإمضاء على الأوامر المعروضة عليه من قبل سلطات الحماية.

### وزراؤه
تشكلت في عهد محمد الأمين باي سبع وزارات، تولاها الوزراء الأول التالية أسماؤهم:
- صلاح الدين البكوش من 15 مايو 1943 إلى 21 يوليو 1947: وقد تميزت هذه الفترة بالقمع الاستعماري بتهمة التعاون مع دول المحور. وفي 20 يناير 1946 تأسس الاتحاد العام التونسي للشغل.
- مصطفى الكعاك من 21 يوليو 1947 إلى 7 أغسطس 1950: وقد اعتبرت حكومته لا شعبية قاومتها الحركة الوطنية خاصة في بداية عام 1950 وخاصة منها الإضراب الذي شنه الطلبة الزيتونيون في أفريل واستمر إلى منتصف شهر نوفمبر 1950 وقد وقع في الأثناء تعويض المقيم العام وسقطت الحكومة لتتشكل حكومة محمد شنيق.
- محمد شنيق من 7 أغسطس 1950 إلى 26 مارس 1952: وقد شارك فيها الحزب الحر الدستوري الجديد ممثلا في أمينه العام |صالح بن يوسف، وتشكلت بهدف التفاوض بين الطرفين التونسي والفرنسي من أجل الوصول إلى الاستقلال الداخلين إلا أنها نتهت عمليا بمذكرة 15 ديسمبر 1951 التي تنكرت من خلالها فرنسا لتعداتها.
- صلاح الدين البكوش من 12 أبريل 1952 إلى 2 مارس 1954: وقد تشكلت هذه الحكومة خلال ما يعرف بالثورة، وقام الاستعماريون باغتيال الزعيم النقابي فرحات حشاد بما أدى إلى انكماش محمد الأمين باي الذي انتهى به الأمر إلى نبذ هذه الحكومة.[3]
- محمد الصالح مزالي من 2 مارس 1954 إلى 6 يوليو 1954: تشكلت هذه الحكومة لتعرض مشروعا تجميليا للسياسة الاستعمارية عرف بـإصلاحات فوازار-مزالي وقد واجهته الحركة الوطنية بحملة واسعة ضدها.[3]
- الطاهر بن عمار من 7 أغسطس 1954 إلى 9 أبريل 1956: جاءت هذه الحكومة غداة خطاب منديس فرانس أمام الباي في قرطاج يوم 31 يوليو 1954 والذي عبر فيه عن استعداد فرنسا لمنح تونس استقلالها الداخلي [3]، وقد تكلفلت هذه الحكومة بإجراء المفاوضات التي أفضت إلى التوقيع على معاهدات 3 يونيو 1955 التي منحت بمقتضاها تونس استقلالها الداخلي، وفي سبتمبر 1955 كلف الطاهر بن عمار بتشكيل حكومة ثانية استمر عملها إلى ما بعد الاستقلال التام.
- الحبيب بورقيبة من 9 أبريل 1956 إلى 25 يوليو 1957: تشكلت هذه الحكومة بعد إجراء انتخابات المجلس التأسيسي، وقد أسندت رئاستها إلى رئيس الحزب الحر الدستوري الجديد، ومن بين أهم ما قامت به إصدار مجلة الأحوال الشخصية في 13 أغسطس 1956 وانتهت مع نهاية النظام الملكي.

### خلعه
كان من أقرب الزعماء إلى القصر الملكي فرحات حشاد أمين عام الاتحاد العام التونسي للشغل وصالح بن يوسف امين عام الحزب الحر الدستوري الجديد، غير أن وفاة الأول ودخول الثاني في صراع مفتوح مع الحبيب بورقيبة انتهى بإزاحته عن الساحة التونسية، كل ذلك أثر على مكانة ومستقبل العائلة الحسينية. ومما زاد في ضعف موقف العائلة الحسينية بعد حصول البلاد على استقلالها في 20 مارس 1956، ان تتابعت الإجراءات للمس منها ومن بينها خاصة الأمر المؤرخ في 31 مايو 1956 والذي ينص على إيقاف الجرايات التي كانت تصرف على أعضائها. وفي 21 يونيو من نفس السنة صدر أمر بتحوير شعار المملكة التونسية حذفت بموجبها كل إشارة إلى العائلة الحسينية. وفي 3 أغسطس 1956 صدر أمر آخر حول السلطات التنفيذية من الباي إلى وزيره الأكبر وأخير فإن الوزير الأكبر الحبيب بورقيبة أجبر الباي على الإمضاء على التخلي على عدد من ملكياته لفائدة الدولة. وبعد سنة وبضعة أشهر من الاستقلال اتخذ المجلس القومي التأسيسي قرارا بإلغاء النظام الملكي بالبلاد التونسية وإعلان النظام الجمهوري يوم 25 يوليو 1957. ووضع الأمين باي صحبة ولي عهده وأبنائه الثلاثة وصهره محمد بن سالم رهن الإقامة الجبرية في قصر الهاشمي بمنوبة غربي العاصمة، ثم نقل مع زوجته ابتداء من أكتوبر 1958 للإقامة في منزل في ضاحية سكرة. ثم أخلي سبيله في أكتوبر 1960 بعد وفاة زوجته، لينقل للعيش بحرية في شقة بحي لافيات في العاصمة صحبة نجله صلاح الدين. توفي في 30 سبتمبر 1962 ودفن في مقبرة سيدي عبد العزيز بالمرسى

## حياته العائلية
تزوج عام 1902 من الأميرة جنينة ورزق منها ب12 ولداً، منهم ثلاثة ذكور، هم:
- الشاذلي باي (1910-2004)
- محمد باي (1914-1999)
- صلاح الدين باي (1919-2003)

## الأوسمة والتشريفات
- نيشان الدم (تونس).
- الوشاح الأكبر لنيشان الافتخار (تونس).
- وسام النهضة (الأردن).
- الصليب الأكبر لوسام الاستحقاق المدني (إسبانيا).
- الصليب الأكبر لوسام جوقة الشرف (فرنسا).
- نيشان محمد علي (مصر).
- الصليب الأكبر لوسام العلويين الفيلاليين (المغرب).

## إشارات مرجعية
1. 1 2 3 4   https://www.royalark.net/Tunisia/tunis13.htm. {{استشهاد ويب}}: |url= بحاجة لعنوان (مساعدة) والوسيط |title= غير موجود أو فارغ (من ويكي بيانات) (مساعدة)
2. ↑  عُمَار خليفي، المنصف باي الملك الشهيد، ترجمة محمد الطاهر الزواوي، مدياكوم، تونس 2006، ص 126
3. 1 2 3  جماعي، تونس عبر التاريخ، ج 3: الحركة الوطنية ودولة الاستقلال، تونس 2007، ص 164-169